# Vannina d'Ornano
Pour les articles homonymes, voir d'Ornano.
Giovannina d'Ornano (1527-1563), dite Vanina ou Vannina d'Ornano, fut l'épouse de Sampiero Corso, célèbre pour avoir été étranglée des mains mêmes de son mari.

## Biographie
Issue d'une famille de la noblesse corse, elle est l'unique héritière de François d’Ornano, fille de la comtesse Franceschetta, et petite-fille de Vincentello d’Istria. Elle épouse en 1545 le chef corse au service de la France Sampiero Corso, alors âgé de 47 ans. Elle n'en a que 18.
Chargé par Henri II en 1563 d'une double mission auprès du dey d'Alger et de Soliman le Magnifique, Sampiero laisse sa femme Vannina dans sa maison de Marseille, en lui donnant procuration pour gérer tous ses biens.
La république de Gênes, ennemie de Sampiero, tire parti de son absence : elle gagne à sa cause l'abbé Michel-Ange Ombrone, précepteur des enfants de Sampiero, qui persuade Vannina de venir à Gênes afin d'obtenir la restitution des biens des Ornano, confisqués par la République, contre sa soumission au Sénat.
Les raisons pour lesquelles Vannina accepte de se rendre à Gênes sont obscures : on a dit qu'elle espérait négocier à Gênes la grâce de son mari, dont la tête a été mise à prix ; on a également suggéré le désir d'échapper à son époux de 30 ans son aîné et accuser sa conduite légère. Ayant pris sa décision, elle règle alors ses affaires matérielles, emportant tout ce qu'elle peut et vendant tout ce qu'elle laisse. Elle s'embarque ensuite pour Gênes avec son fils cadet Antoine, l'abbé Ombrone et quelques serviteurs.
Sampiero ayant été instruit de ce qu'il estime être une trahison, révoque la procuration donnée à Vannina et ordonne qu'on se lance à sa poursuite. Celle-ci est rattrapée dans la baie d'Antibes. Enfermée dans le château d'Antibes, elle parvient à écrire une lettre aux sénateurs génois pour implorer secours, lettre qui achève de la perdre.
Transférée à Marseille, puis à Aix, elle embarrasse le Parlement d'Aix qui n'ose ni prolonger une détention qui lui semble arbitraire ni, en y mettant un terme, risquer de mécontenter un colonel au service du roi de France. Il adopte alors un compromis par lequel il lui rend l'administration de ses biens, mais lui interdit de quitter la ville.
Ce délai permet à Sampiero de revenir : arrivé à Aix, il demande au parlement qu'on lui rende son épouse, demande qui est accordée contre la promesse de ne pas la maltraiter et avec le consentement de celle-ci.
Le couple revient alors à Marseille : Sampiero lui fait rédiger son testament ce qui lui permet de recouvrer ses biens, dont il a besoin pour financer l'expédition qu'il projette en Corse, puis l'étrangle. De Thou, d'Aubigné, Brantôme ont rapporté les détails de cette exécution. Il lui aurait déclaré que la faute qu'elle avait commise méritait la mort et qu'elle devait se préparer à mourir. Sans se plaindre, Vannina lui aurait demandé qu'il se charge lui-même de la mettre à mort, et non pas qu'il s'en décharge sur les esclaves turcs comme en avait été l'intention de Sampiero. Celui-ci, le chapeau à la main, lui aurait demandé pardon, et agenouillé, après l'avoir embrassée, lui aurait passé un linge autour du cou avant de l'étrangler. De rares historiens[Qui ?] diront qu'après le meurtre de Vanina, Sampiero a tué deux jeunes filles de sa suite, qu'il tient pour des complices coupables ou pour des témoins gênants.
Sampiero fait ensuite ensevelir sa femme en grande pompe et prend le deuil. Le Parlement d'Aix n'ose sévir, et la Cour accueille froidement la nouvelle ; « Qu'importent au Roi de France les démêlés de Sampietro et de sa femme ! » écrit Napoléon rapporté par Chateaubriand dans ses Mémoires d'outre-tombe (Liv. XIX, ch. 5). La famille d’Ornano offre alors deux mille ducats d’or à qui ramènerait la tête du colonel, et Gênes quatre mille.
Ces évènements n'empêchent pas Catherine de Médicis de lui confier la tête d'une nouvelle expédition en Corse, où il débarque en 1564. C'est là qu'il tombe le 17 janvier 1567 à Eccica-Suarella dans une embuscade organisée par des mercenaires corses au service de Gênes, parmi lesquels trois cousins de sa femme. Après sa mort, sa tête est exposée par les Génois à Ajaccio.

## Descendance
De son mariage avec Sampiero Corso, Vannina d'Ornano a deux fils Alphonse, né en 1548, et Antoine-François. Alphonse d'Ornano sera fait maréchal de France et chevalier du Saint-Esprit par Henri IV.

## Adaptation
En 1953, Henri Tomasi a écrit un opéra en trois actes et cinq tableaux intitulé Sampiero Corso, livret de Raphaël Cuttoli. Ce drame lyrique a été joué pour la première fois le 6 mai 1956 au Mai Musical de Bordeaux.